# Jacob de Jonge (kampbewaarder)
Jacob de Jonge (Daarlerveen, 1922 – ?) was een Nederlandse oorlogsmisdadiger tijdens de Tweede Wereldoorlog.
Hij werkte in Kamp Erika bij Ommen als kampbewaarder. Tijdens zijn werkzaamheden in Kamp Erika ging hij zich te buiten aan mishandelingen en gruweldaden. De Jonge arresteerde Joodse kinderen en schoot illegale werkers dood.
Na de oorlog werd De Jonge tot een levenslange gevangenisstraf veroordeeld. Hij ontsnapte echter op 26 december 1952 met zes andere oorlogsmisdadigers, onder wie Klaas Carel Faber, uit de Koepelgevangenis in Breda. Hij keerde later wel terug naar Nederland en heeft nog een deel van zijn straf uitgezeten in de gevangenis in Scheveningen.